# Phoenix (hop)
Phoenix is een hopvariëteit, gebruikt voor het brouwen van bier.
Deze hopvariëteit is een “bitterhop”, bij het bierbrouwen voornamelijk gebruikt voor zijn bittereigenschappen. Deze Engelse variëteit werd ontwikkeld in het Wye College te Kent tezamen met de variëteit Admiral. Deze is een afkomstig van de Yeoman-variëteit en ook geschikt als “dubbeldoelhop”.

## Kenmerken
- Alfazuur: 10 – 12%
- Bètazuur: 4,2 – 5,5%
- Eigenschappen: